# Acide shikimique
L'acide shikimique, plus connu sous sa forme anionique, les shikimates, est un intermédiaire biochimique important dans les plantes et les micro-organismes. Il est isolé pour la première fois en 1885 par le Néerlandais Johann Frederik Eijkmann à partir de la fleur shikimi (シキミ,  Illicium anisatum ou badiane japonaise).
L'acide shikimique est présent dans la plupart des organismes autotrophes, mais le rendement d'isolation est bas. L'acide shikimique extrait de l'anis étoilé chinois est à la base de la fabrication de l'oseltamivir ou Tamiflu, chimiothérapie antigrippale non-vaccinale.
L'acide shikimique est le précurseur :
- de la phénylalanine et de la tyrosine, des acides aminés aromatiques ;
- de l'indole, des dérivés de l'indole et du tryptophane ;
- de nombreux alcaloïdes et d'autres métabolites aromatiques comme le resvératrol ;
- des tanins ;
- de la lignine ;
- de l'acide salicylique.

Également, la synthèse du shikimate est inhibée par une molécule herbicide : le glyphosate (nom commercial : Roundup).

## Biosynthèse
Le phosphoénolpyruvate et l'érythrose-4-phosphate réagissent entre eux pour former le 3-désoxy-7-phospo-D-arabinoheptulosonate. Celui-ci est alors oxydé par le NAD+ pour former du 3-déshydroquinate.
Le 3-déshydroquinate est déshydraté en 3-déhydroshikimate, lequel est réduit par le NADPH en shikimate.
Il est aussi biosynthétisé via l'acide cinnamique.